# Rudy Lesschaeve
Rudy Lesschaeve (* 26. September 1985) ist ein französischer Straßenradrennfahrer.
Rudy Lesschaeve gewann 2008 die Gesamtwertung bei den Deux Jours de Machecoul. Im Jahr 2010 gewann er eine Etappe bei der Tour du Loir-et-Cher gewann. Außerdem wurde er Etappenzweiter bei der Ronde de l’Oise und Zweiter bei dem Eintagesrennen Bordeaux-Saintes.  2011 fuhr Lesschaeve für das Luxemburger Team Differdange-Magic-SportFood.de.

## Erfolge
2010
- eine Etappe Tour du Loir-et-Cher